# Канаев, Михаил Денисович
Михаил Денисович Канаев (1831, Екатеринбург — около 1884, Касли) — русский скульптор и медальер.

## Биография
Родился в семье штейгера Екатеринбургских золотых промыслов. Окончил Горную техническую школу в Санкт-Петербурге (1847) по специальности «художник-модельер», Академию художеств со званием художника по скульптуре (1855). Его преподавателем был академик А.П. Лялин. Восковые работы Канаева «Голова мальчика» (1853) и «Геркулес» (1854) академическим советом за «отличные успехи по части лепки» отмечены серебряными медалями. Одновременно с учёбой, будущий скульптор работал на Монетном дворе в Санкт-Петербурге.
Вернулся в Екатеринбург. Работал куратором медальерного отделения на Екатеринбургском монетном дворе (1856–1871). Изготовил печать для УОЛЕ в 1871 году.
Получив предложение занять место заводского скульптора, он соглашается и с 1871 работал на Каслинском чугунолитейном заводе. Приехав в Касли, М.Д. Канаев оживляет работу по выпуску фигурного литья, мечтая поднять его на более высокий художественный уровень. Он обращает внимание прежде всего на работу мастеров, стремится пробудить в них художников, привить им сознательное, творческое отношение к воспроизводимым в чугуне произведениям искусства. Преподавал в заводской ремесленно-художественной школе.
Похоронен в Каслях.

## Творчество
Автор произведений каслинского литья: канделябров «Мальчик у фонарного столба», «Играющий в бабки», «Цыганка-маляр»; вазы «Раковины»; подсвечника «Вакханка у дерева»; подчасника-сигаретницы «Избушка на
курьих ножках»; подчасников «Мороз-демон с замерзшими детьми», «Геркулес, разламывающий пещеру ветров»; коробки с ажурной крышкой; ажурного кувшина, статуэток «Геркулес», «Амур оборванный, хромой»; рамки для медальона императора Александра II; бюста императора Александра III. Для повышения качества выпускавшихся изделий открыл школу художественного литья по обучению рабочих точной формовке и чеканке (1876). Привез из Санкт-Петербурга чугунные и бронзовые изделия: 23 медальона, 157 медалей, посвященных членам императорской семьи и событиям из истории России, а также произведения П.К. Клодта, Н.И. Либериха, Е.А. Лансере и других русских скульпторов.

Каслинское литье по моделям М.Д. Канаева
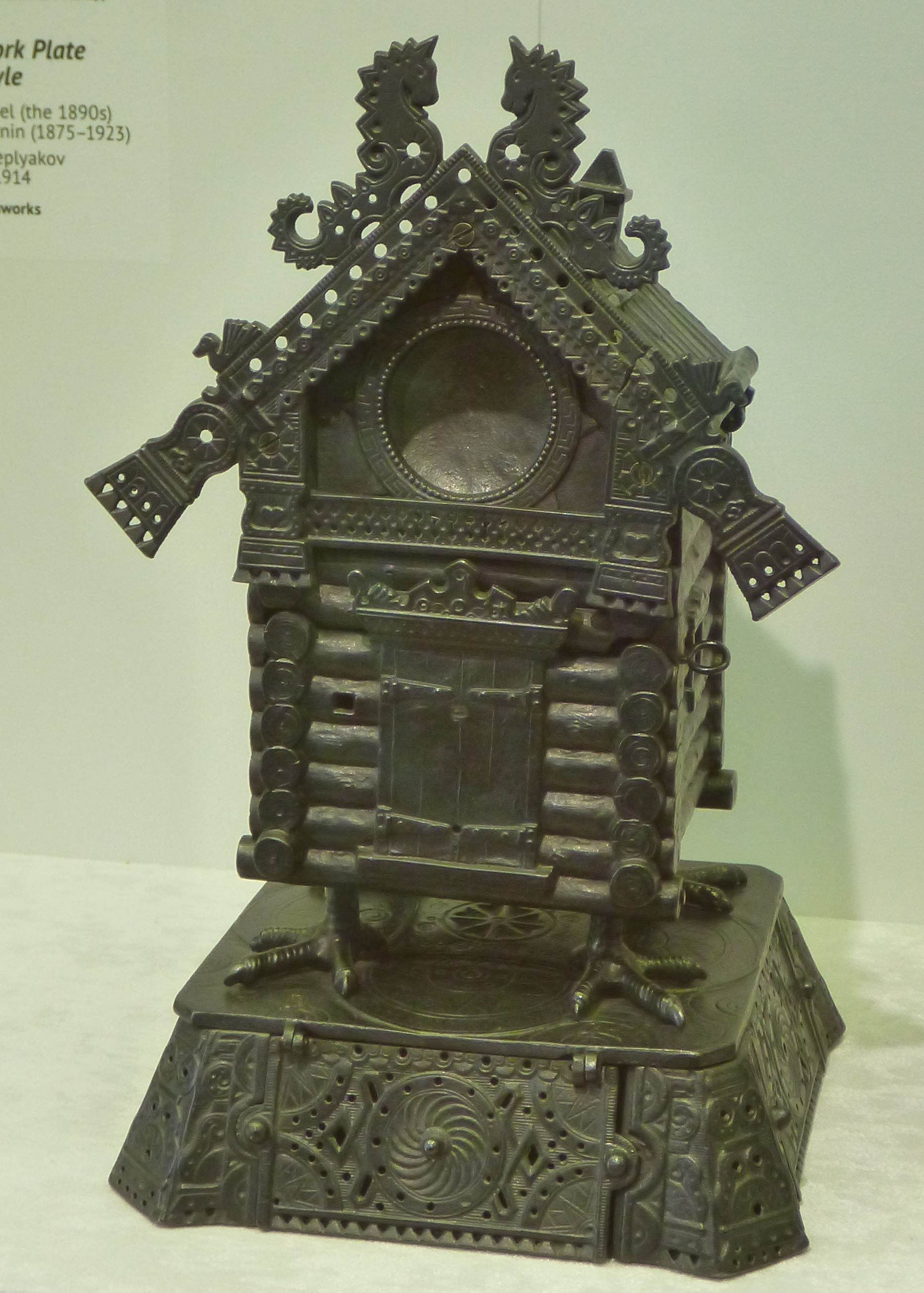
Подчасник «Избушка на курьих ножках»
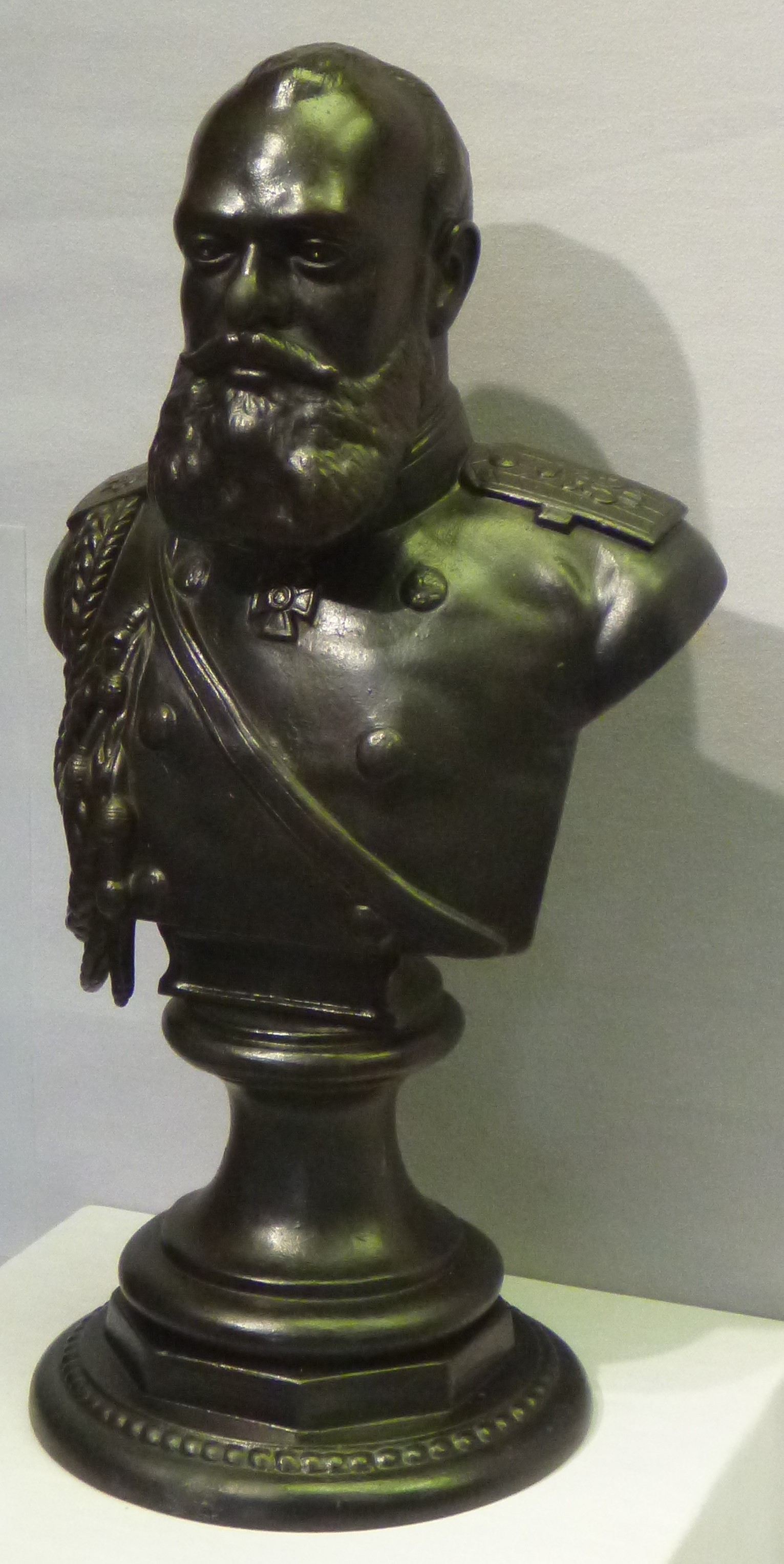
Портрет будущего императора Александра III
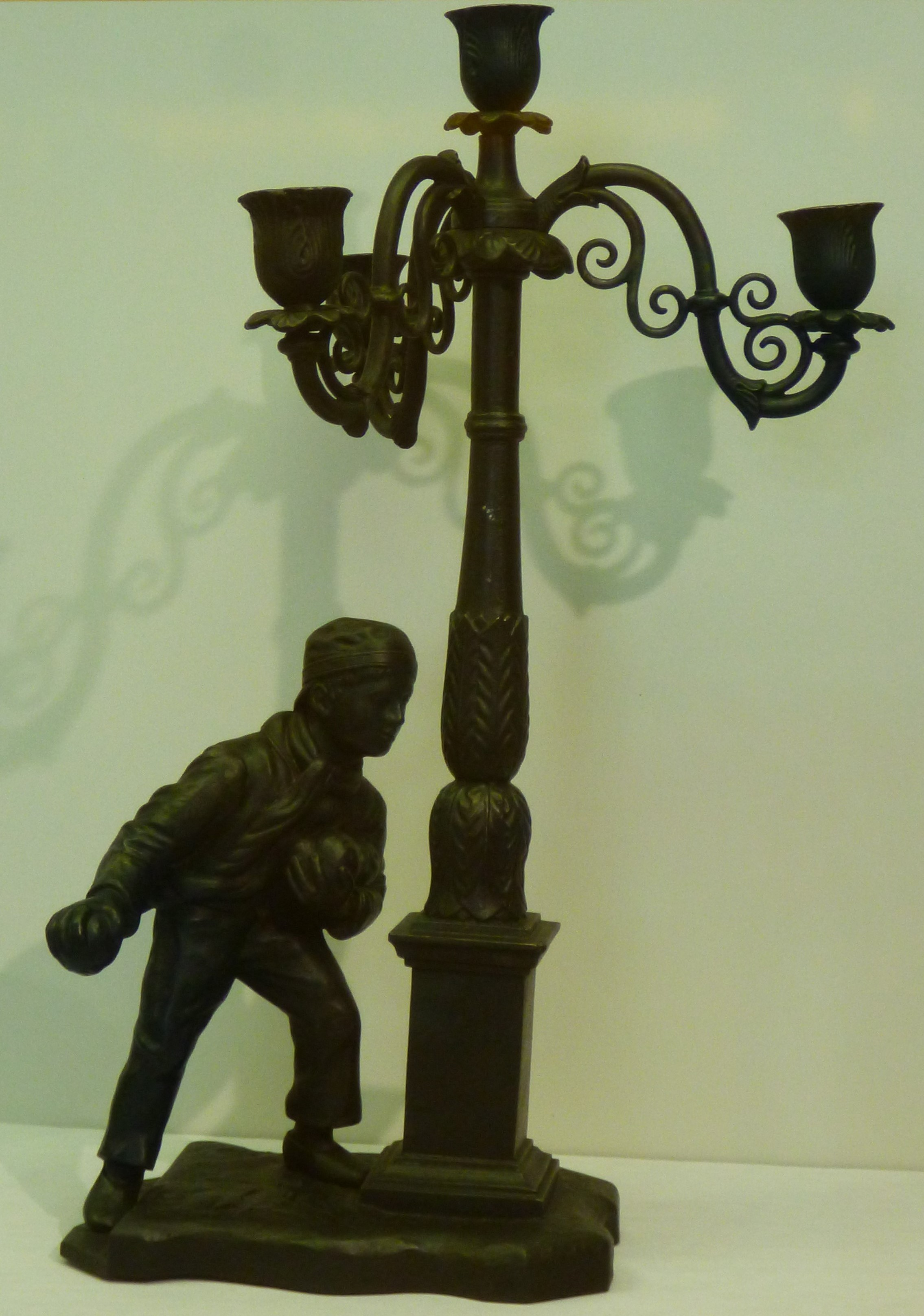
Канделябр «Мальчик у фонарного столба, играющий в снежки»
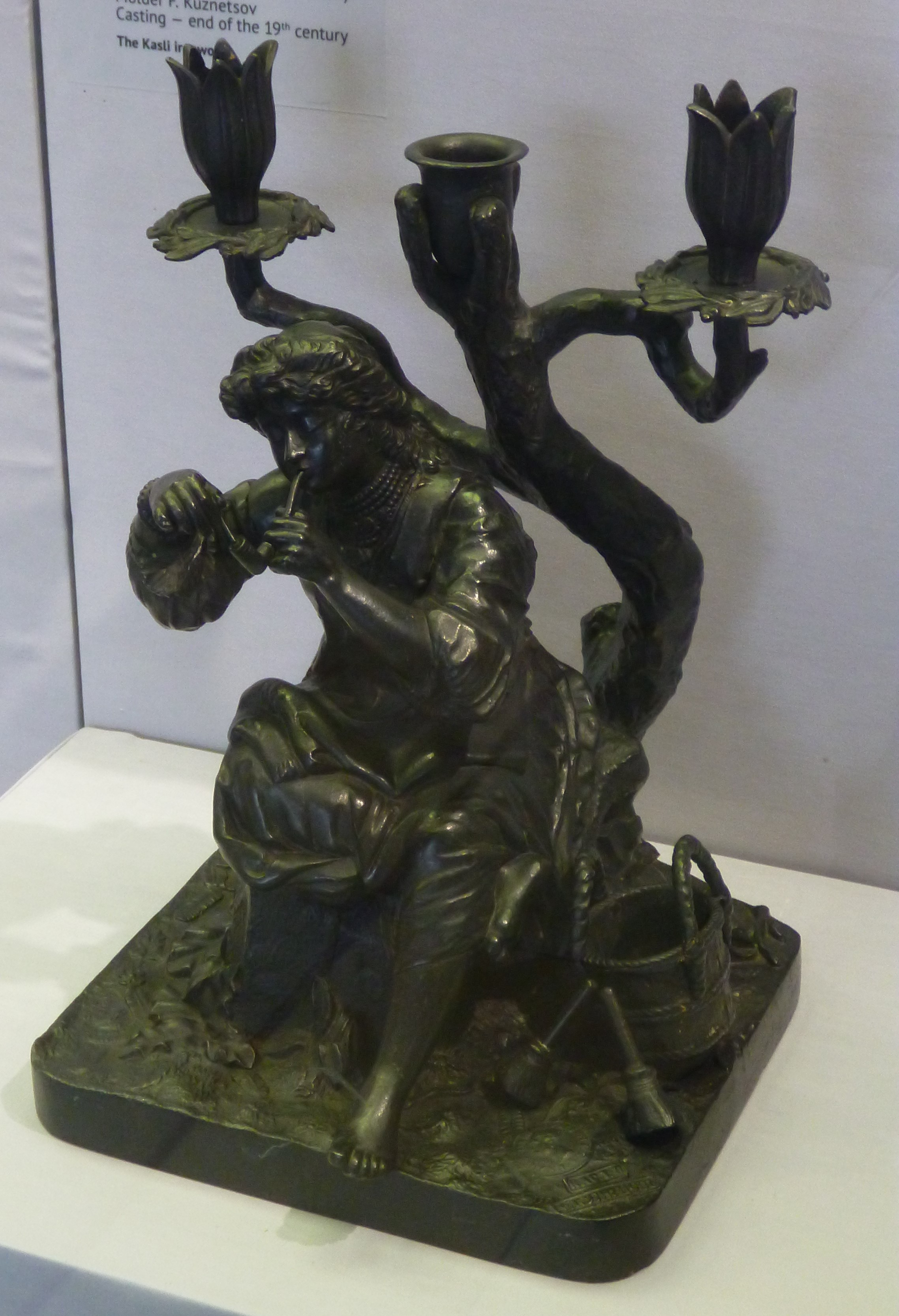
Канделябр «Цыганка-маляр»
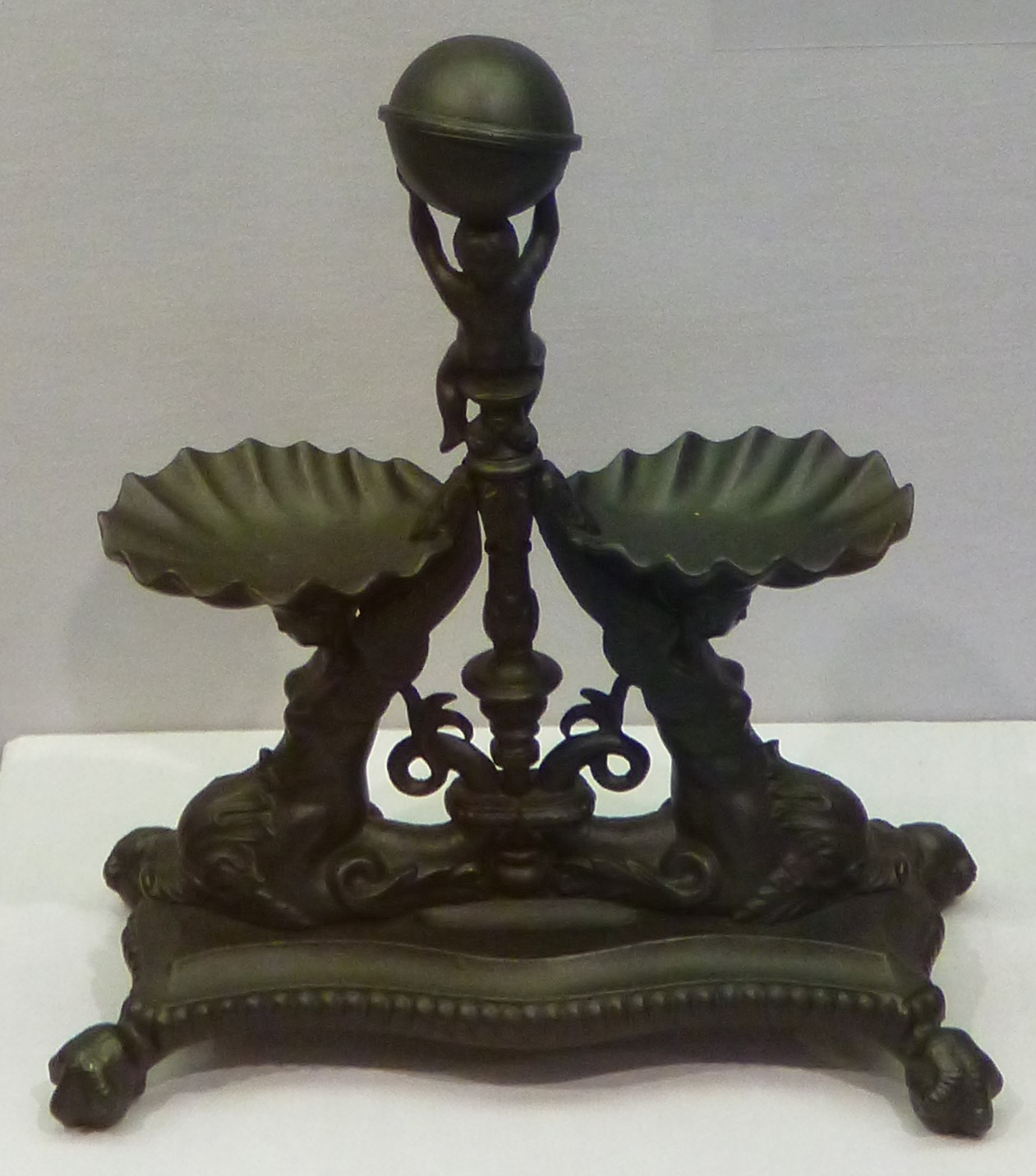
Ваза-лоток «Раковина»
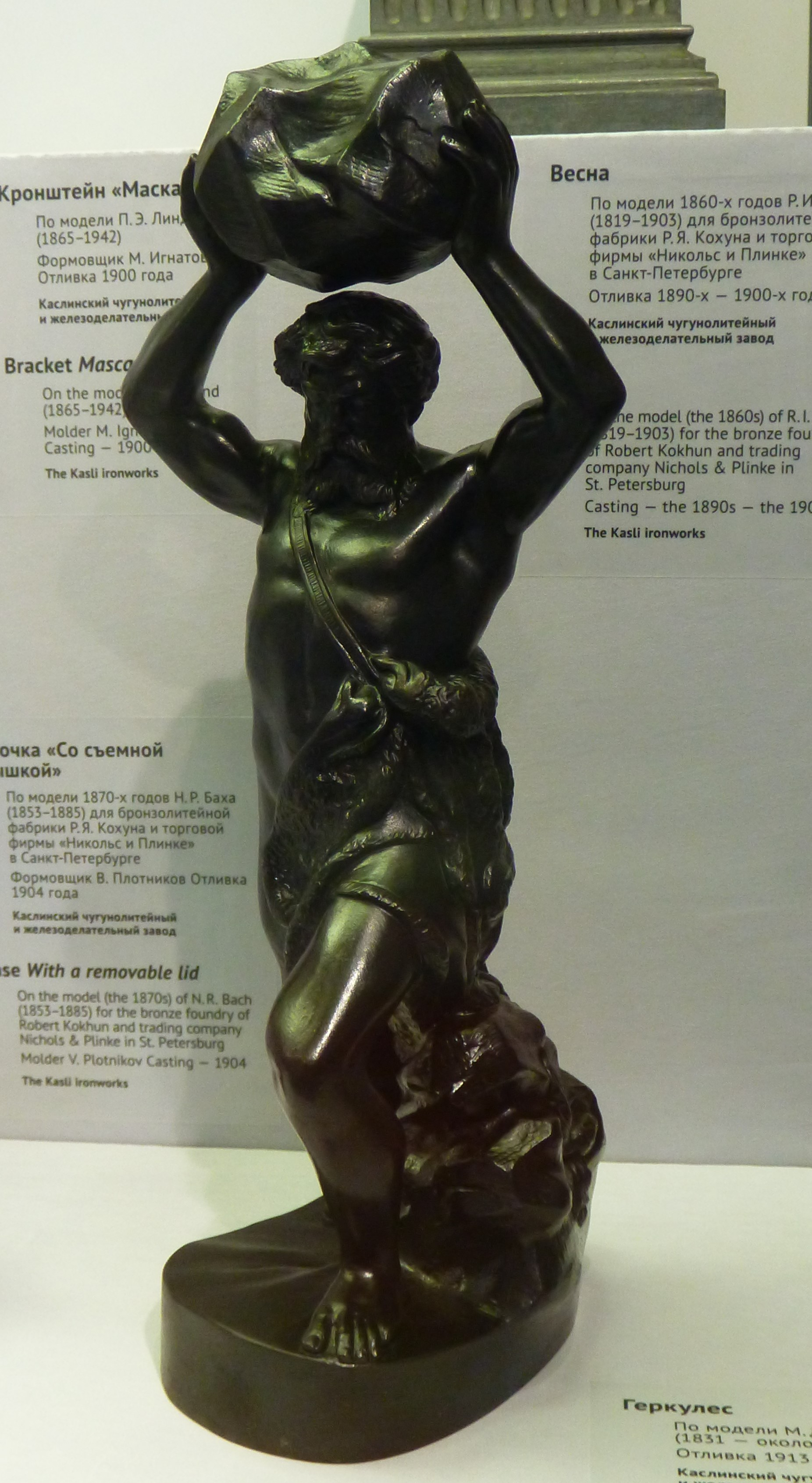
Скульптура «Геркулес»
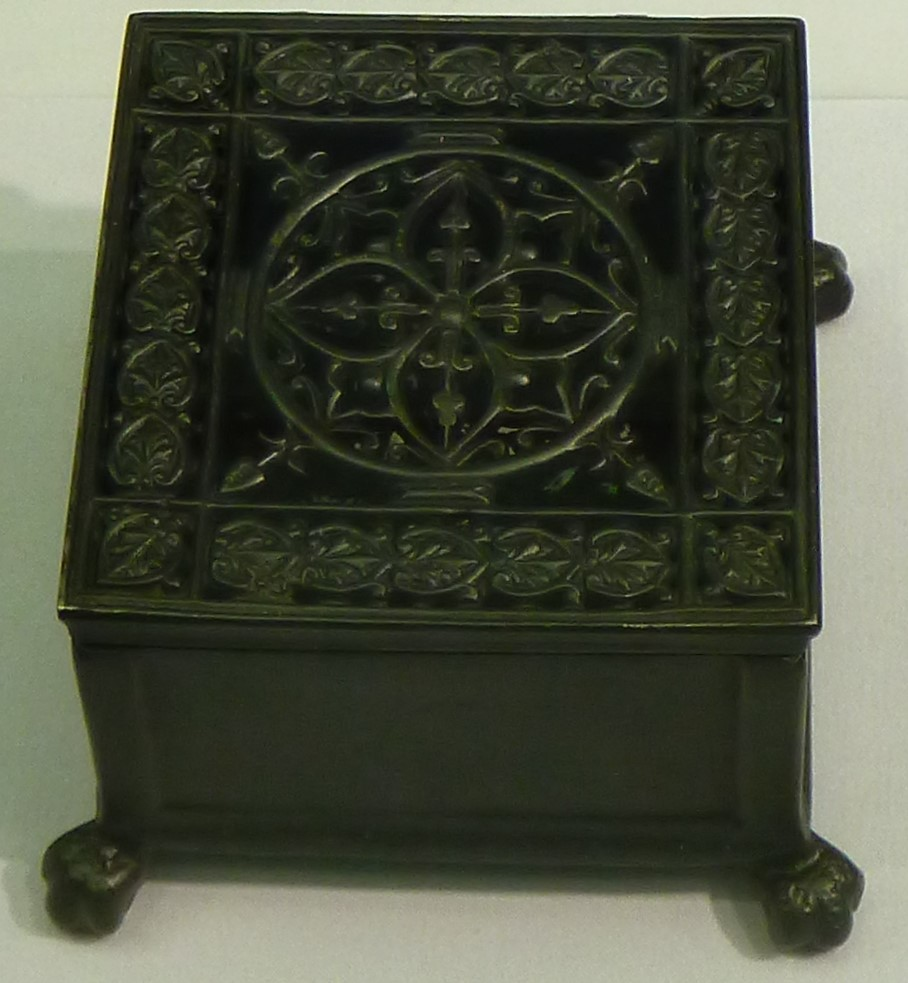
Коробочка четырёхугольная на ножках с ажурной крышкой